# Maciej Tokarczyk
Maciej Tokarczyk (ur. 17 kwietnia 1963 w Gdańsku, zm. 4 października 2003) – polski lekarz, działacz państwowy, były wiceminister zdrowia i były prezes Narodowego Funduszu Zdrowia.

## Życiorys
Absolwent Wydziału Lekarskiego Akademii Medycznej w Gdańsku (1988) i studiów podyplomowych w zakresie ubezpieczeń zdrowotnych. Przez wiele lat był związany z Elblągiem, gdzie pracował jako laryngolog w szpitalu wojewódzkim i pogotowiu. Był też założycielem i wiceprzewodniczącym elbląskiego Stowarzyszenia Rodziców i Przyjaciół Dzieci z Wadą Słuchu. 
Od 1999 pracował w Warmińsko-Mazurskiej Kasie Chorych – od września 2000 jako zastępca dyrektora ds. medycznych. Był bliskim współpracownikiem Mariusza Łapińskiego. Po wyborach 2001 został zastępcą szefa, a we wrześniu 2002 szefem Urzędu Nadzoru Ubezpieczeń Zdrowotnych. Po likwidacji UNUZ w kwietniu 2003 został wiceministrem zdrowia; odpowiadał za politykę lekową i nadzór nad Narodowym Funduszem Zdrowia. W lipcu 2003 został powołany przez premiera na stanowisko prezesa NFZ. Miał poważne problemy z kręgosłupem – przeszedł dwie operacje; w czasie choroby i rehabilitacji w zarządzaniu Funduszem zastępowali go wiceprezesi Mirosław Manicki i Maciej Mazur. W październiku 2003 popełnił samobójstwo – zastrzelił się z broni myśliwskiej niedaleko swego domu pod Olsztynem.